# Лазисько (Лодзинське воєводство)
Лазисько (пол. Łazisko) — село в Польщі, у гміні Томашув-Мазовецький Томашовського повіту Лодзинського воєводства.
Населення — 470 осіб (2011).
У 1975-1998 роках село належало до Пйотрковського воєводства.

## Демографія
Демографічна структура станом на 31 березня 2011 року:
|          | Загалом | Допрацездатний вік | Працездатний вік | Постпрацездатний вік |
| -------- | ------- | ------------------ | ---------------- | -------------------- |
| Чоловіки | 238     | 41                 | 177              | 20                   |
| Жінки    | 232     | 37                 | 149              | 46                   |
| Разом    | 470     | 78                 | 326              | 66                   |